# 크랭크실
왕복 유형의 내연 기관에서 크랭크실은 크랭크축에 대한 하우징이다. 격납 장치는 엔진에서 가장 큰 공동을 형성하고 기통 엔진에서 일반적으로 하나 또는 여러개의 실린더 블록에 통합되어 실린더 아래에 있다.

## 2행정 기관

2행정 기관

2행정 가솔린 기관에서, 크랭크실은 밀폐되어 연료/공기 혼합물을 위한 가압 챔버로서 사용된다. 피스톤이 상승함에 따라, 이것은 배기 가스에 압력을 가하고 연료와 공기를 흡입하는 크랭크실에 부분 진공을 생성한다. 피스톤이 아래로 이동함에 따라, 연료/공기 전하가 크랭크실로부터 실린더 내부로 가압된다. 그것이 연료/공기 혼합물을 처리하기 때문에 4행정 가솔린 기관과 달리, 크랭크실은 엔진 오일을 포함하지 않는다. 대신에 오일을 연료와 혼합하고, 이 혼합물을 실린더 벽, 크랭크축과 연결봉 베어링의 윤활을 제공한다.